# Redefining Normal
Redefining Normal – amerykański film fabularny z 2008 roku.
Bohater filmu, Tony Hensley, opuszcza prowincjonalne miasto, w którym spędził całe dotychczasowe życie, i rzuca się w wir wielkomiejskich ekscesów.

## Obsada
W poszczególnych rolach wystąpili:
- Anthony Campanello – Tony Hensley
- Kathy Garver – Rose Hensley
- West Liang – Nick Kim
- Diane Sellers – Suzanne Pesavento
- April Wade – Charlene
- Jason Lopez – Bobby Luminoso
- Anthony Bruce – narrator

Udział w filmie pierwotnie zadeklarował aktor i model Marco Dapper, lecz w czasie produkcji zrezygnował on ze swojej roli.